# Sakarya (circonscription électorale)
Pour les articles homonymes, voir Sakarya.
La circonscription électorale de Sakarya correspond à la province du même nom et envoie 8 députés à la Grande assemblée nationale de Turquie (7 entre 2011 et 2023).

## Composition
La circonscription de Sakarya est divisée en 16 districts (ilçe). Chaque district est composé d'un chef-lieu et de municipalités (communes et villages).

## Résultats électoraux

### Élections législatives de 2018
| Partis                   | Partis                                        | Voix    | %     | Sièges | +/-           | Élus                                                                     |
| ------------------------ | --------------------------------------------- | ------- | ----- | ------ | ------------- | ------------------------------------------------------------------------ |
|                          | Parti de la justice et du développement (AKP) | 375 397 | 58,18 | 4      | 1             | Ali İhsan Yavuz, Recep Uncuoğlu, Kenan Sofuoğlu et Çiğdem Erdoğan Atabek |
|                          | Parti républicain du peuple (CHP)             | 88 486  | 13,71 | 1      | en stagnation | Engin Özkoç                                                              |
|                          | Parti d'action nationaliste (MHP)             | 88 022  | 13,64 | 1      | en stagnation | Muhammed Levent Bülbül                                                   |
|                          | Le Bon Parti (İYİ)                            | 60 586  | 9,39  | 1      | Nv.           | Ümit Dikbayır                                                            |
|                          | Parti démocratique des peuples (HDP)          | 17 403  | 2,70  | 0      | en stagnation |                                                                          |
|                          | Parti de la félicité (SP)                     | 13 240  | 2,05  | 0      | en stagnation |                                                                          |
|                          | Parti patriote (VATAN)                        | 1 232   | 0,19  | 0      | en stagnation |                                                                          |
|                          | Parti de la cause libre (HÜDA PAR)            | 880     | 0,14  | 0      | en stagnation |                                                                          |
|                          |                                               |         |       |        |               |                                                                          |
| Total                    | Total                                         | 645 246 | 100   | 7      | en stagnation | -                                                                        |
| Inscrits / participation | Inscrits / participation                      | 705 678 | 90,32 |        |               |                                                                          |

### Élections législatives de 2023
| Partis                   | Partis                                        | Voix    | %     | Sièges | +/-           | Élus                                                                             |
| ------------------------ | --------------------------------------------- | ------- | ----- | ------ | ------------- | -------------------------------------------------------------------------------- |
|                          | Parti de la justice et du développement (AKP) | 344 743 | 47,33 | 5      | 1             | Lüfti Bayraktar, Çiğdem Erdoğan Atabek, Ali İnci, Ertuğrul Kocacıc et Murat Kaya |
|                          | Parti républicain du peuple (CHP)             | 119 414 | 16,39 | 1      | en stagnation | Ayça Taşkent                                                                     |
|                          | Parti d'action nationaliste (MHP)             | 87 531  | 12,02 | 1      | en stagnation | Muhammed Levent Bülbül                                                           |
|                          | Le Bon Parti (İYİ)                            | 79 512  | 10,92 | 1      | en stagnation | Ümit Dikbayır                                                                    |
|                          | Nouveau parti de la prospérité (YRP)          | 36 058  | 4,95  | 0      | Nv.           |                                                                                  |
|                          | Parti de la victoire (ZP)                     | 19 052  | 2,68  | 0      | Nv.           |                                                                                  |
|                          | Parti de la gauche verte (YSP)                | 12 700  | 1,74  | 0      | en stagnation |                                                                                  |
|                          | Parti de la patrie (M)                        | 7 338   | 1,01  | 0      | Nv.           |                                                                                  |
|                          | Parti de la grande unité (BBP)                | 6 598   | 0,91  | 0      | en stagnation |                                                                                  |
|                          | Parti des travailleurs de Turquie (TIP)       | 4 414   | 0,61  | 0      | en stagnation |                                                                                  |
|                          | Parti jeune (GP)                              | 4 091   | 0,56  | 0      | en stagnation |                                                                                  |
|                          | Parti de la justice (AP)                      | 2 369   | 0,33  | 0      | Nv.           |                                                                                  |
|                          | Parti de la nation (MP)                       | 776     | 0,11  | 0      | en stagnation |                                                                                  |
|                          | Parti de la justice et de l'unité (AB)        | 752     | 0,10  | 0      | Nv.           |                                                                                  |
|                          | Parti patriote (VATAN)                        | 741     | 0,10  | 0      | en stagnation |                                                                                  |
|                          | Parti des droits et libertés (HAK)            | 445     | 0,06  | 0      | en stagnation |                                                                                  |
|                          | Parti communiste de Turquie (TKP)             | 432     | 0,06  | 0      | en stagnation |                                                                                  |
|                          | Parti de libération du peuple (HKP)           | 413     | 0,06  | 0      | en stagnation |                                                                                  |
|                          | Parti de gauche (SOL)                         | 387     | 0,05  | 0      | en stagnation |                                                                                  |
|                          | Parti de la route nationale (MYP)             | 331     | 0,05  | 0      | Nv.           |                                                                                  |
|                          | Parti de l'innovation (YP)                    | 133     | 0,02  | 0      | Nv.           |                                                                                  |
|                          | Mouvement communiste (TKH)                    | 104     | 0,01  | 0      | Nv.           |                                                                                  |
|                          | Parti de la mère patrie (ANAP)                | 20      | 0,00  | 0      | en stagnation |                                                                                  |
|                          | Parti de l'union du pouvoir (GBP)             | 12      | 0,00  | 0      | Nv.           |                                                                                  |
|                          |                                               |         |       |        |               |                                                                                  |
| Total                    | Total                                         | 728 366 | 100   | 8      | 1             | -                                                                                |
| Inscrits / participation | Inscrits / participation                      | 748 638 | 91,58 |        |               |                                                                                  |